# Оператор (математика)
Вижте пояснителната страница за други значения на Оператор.
Оператор (работник, изпълнител, от латински: operor – работа, акт) в математиката е изображение между множества, при което всяко от тях притежава някаква допълнителна структура (ред, топология, алгебрични операции). Понятието „оператор“ е обобщение на понятието функция и се използва в различни клонове на математиката; точното значение зависи от контекста, например при функционалния анализ операторите означават съпоставяния, които свързват една функция с друга функция („оператор във функционалното пространство“ вместо „функция от функция“). Съществуват и други оператори: нарастването на функция на една променлива, производната ѝ, примитивната функция и др.
Някои видове оператори:
- оператори във функционалното пространство (диференциране, интегриране, конволюция с ядрото, преобразование на Фурие) при функционален анализ;
- изображения (особено линейни) между векторни пространства (проектори, завъртания на координатите, хомотетии, умножение на вектор по матрица) в линейната алгебра;
- трансформация на последователности (конволюция на дискретни сигнали, медианен филтър) в дискретната математика.

## Основна терминология
За оператора {\displaystyle A:X\to Y} се казва, че той действа от множество {\displaystyle X} към множество {\displaystyle Y}. Операторът може да не е дефиниран навсякъде в {\displaystyle X}; тогава говорим за неговата област на дефиниция {\displaystyle D_{A}=D(A)\subset X}. За {\displaystyle x\in X} резултатът от оператора {\displaystyle A} върху {\displaystyle x} се означава с {\displaystyle A(x)} или {\displaystyle Ax}.
Ако {\displaystyle X} и {\displaystyle Y} са векторни пространства, то в множеството на всички оператори, преобразуващи {\displaystyle X} в {\displaystyle Y}, може да се разграничи класът на линейните оператори.
Ако {\displaystyle X} и {\displaystyle Y} са векторни топологични пространства, то в набора от оператори, преобразуващи {\displaystyle X} в {\displaystyle Y}, естествено се разграничава класът на непрекъснатите оператори, както и класът на линейно ограничените оператори и класът на линейните компактни оператори (наричани още напълно непрекъснати).
Класът на така наречените линейни оператори е основен за практиката. Той е и най-изследван. Пример за линеен оператор е операцията за умножение на {\displaystyle n} -мерен вектор по матрица с размер {\displaystyle n\times m}. Този оператор изобразява {\displaystyle n} -мерното векторно пространство в {\displaystyle m} -мерно.